# Polyplectropus aurifuscus
Polyplectropus aurifuscus là một loài Trichoptera trong họ Polycentropodidae. Chúng phân bố ở miền Australasia.